# She’s the Man – Voll mein Typ!
She’s the Man – Voll mein Typ! (Originaltitel: She’s the Man) ist eine US-amerikanische Filmkomödie aus dem Jahr 2006. Sie basiert lose auf William Shakespeares Komödie Was ihr wollt.

## Handlung
Viola Hastings entstammt einer wohlhabenden Familie und spielt – zum Missfallen ihrer Mutter – in der Schule von Cornwall Fußball. Da die Mädchenmannschaft aufgelöst wird, versucht sie, einen Platz bei den Jungen zu bekommen, wird aber abgelehnt. Auch ihr Freund Justin, der Torwart des Cornwall-Teams, spricht sich gegen sie aus.
Als sie erfährt, dass ihr Zwillingsbruder Sebastian mit seiner Band für zwei Wochen nach London reist, übernimmt sie seine Rolle. Sie verkleidet sich als Junge, um im Team der Illyria Preparatory mitzuspielen. Sie schafft es zunächst nicht in die erste Elf. Aber dann beeindruckt „Sebastian“ die Mitspieler, indem „er“ mit mehreren attraktiven Frauen flirtet, die der befreundete Friseur Paul ihm in einem Restaurant zuführt und per Funkgerät dirigiert. Im Chemieunterricht wird „Sebastian“ der Laborpartner von Olivia, auf die auch „sein“ Mitbewohner Duke Orsino ein Auge geworfen hat. „Sebastian“ arrangiert ein Date zwischen den beiden und erhält als Belohnung zusätzliches Fußballtraining, mit dem „er“ es doch noch in die erste Mannschaft schafft.
Doch Viola verliebt sich allmählich in Duke, während Olivia Gefallen an „Sebastian“ findet. Die Situation wird noch komplizierter, als der echte Sebastian aus London zurückkehrt und Olivia ihn küsst. Es kommt zu Eifersucht und Streit. Versehentlich läuft der fußballerisch unbegabte Sebastian beim prestigeträchtigen Spiel gegen Cornwall auf. Malcolm und Sebastians Ex-Freundin Monique weisen den Direktor der Illyria Preparatory darauf hin, dass „Sebastian“ ein Mädchen sei, doch Sebastian beweist mitten auf dem Spielfeld das Gegenteil. In der zweiten Halbzeit übernimmt Viola heimlich die Position ihres Bruders. Nach einem Streit auf dem Platz outet sie sich als Mädchen. Sie wird aber wegen ihrer guten Leistung von den Mitspielern akzeptiert und führt ihre Mannschaft zum Sieg.
Am Ende kommen Sebastian und Olivia zusammen sowie Viola und Duke. Viola tritt mit Duke beim Debütantenball auf.

## Hintergrund
Nach eigenen Angaben der Produzenten basiert der Film auf William Shakespeares Komödie Was ihr wollt. Zwischen dem Theaterstück und dem Film existieren mehrere Parallelen. Die Namen der Hauptdarsteller (Viola, Sebastian, Olivia, Duke Orsino) sind gleich. Einige weitere Namen aus der Shakespeare-Komödie tauchen im Film auf: Malvolio als Name von Malcolms Vogelspinne (in der deutschsprachigen Synchronisation fälschlicherweise mit Tarantel übersetzt), Feste als Malcolms Nachname, Valentine als Moniques Nachname sowie Andrew und Toby als Dukes Freunde und Maria als Olivias Freundin (bei Shakespeare Olivias Kammermädchen). Shakespeares Komödie spielt in Illyrien (Illyria). Außerdem gibt es einige Parallelen bei der Handlung und Anspielungen auf den Originaltitel Twelfth Night.

## Kritiken
James Berardinelli schrieb auf ReelViews, dass von dem als Vorlage dienenden Theaterstück von Shakespeare nicht viel übriggeblieben sei. Er kritisierte das Drehbuch und lobte die Darstellung von Amanda Bynes, die über Leinwandpräsenz verfüge. Berardinelli schrieb weiterhin, dass der Film weder klug genug noch witzig genug sei, um jemanden außer die weiblichen Teenager zu interessieren.
Carina Chocano schrieb in der Los Angeles Times vom 17. März 2006, dass der Film süß sei, was die Zuschauer gewinne. Die Komödie sei „gutmütig“.
Roger Ebert schrieb in der Chicago Sun-Times vom 17. März 2006, dass er die Geschichte keine Sekunde glaubwürdig fände. Er bezeichnete die Darstellung von Amanda Bynes als „großartig“ („she achieves greatness“).

„Der erneute Versuch einer Modernisierung der Shakespeare-Komödie ‚Was Ihr wollt‘ überzeugt nur dann, wenn der falsche Junge mit coolen Sprüchen den echten Jungen Ratschläge gibt, wie man einfühlsam mit Mädchen umgeht. Ansonsten bietet der nur wenig amüsante, etwa zu hektisch inszenierte Film Popcorn-Kino mit durchschnittlichen Darstellerleistungen.“

## Auszeichnungen
Channing Tatum und der Film gewannen im Jahr 2006 den Teen Choice Award. Außerdem wurden Amanda Bynes und Channing Tatum in einer weiteren Kategorie für den Teen Choice Award nominiert.

## Produktion
Die Komödie wurde in British Columbia, Kanada gedreht. Der Film wurde in den USA am 17. März 2006 veröffentlicht, in Deutschland lief er am 21. September 2006 an. Die Produktionskosten betrugen ca. 20 Millionen US-Dollar. Das Einspielergebnis in den USA bis zum 28. Mai 2006 betrug 33,7 Millionen US-Dollar, weltweit spielte er 57,1 Millionen US-Dollar ein.